# Ecovis International
ECOVIS International – międzynarodowy koncern z siedzibą w Berlinie świadczący profesjonalne usługi doradcze, audytorskie oraz prawne. Posiada ponad 50 filii na całym świecie, m.in. w Nowym Jorku, Chicago, Los Angeles, Londynie, Moskwie, Paryżu, Pradze, São Paulo, Tokio, Szanghaju, Pekinie, Singapurze, Hongkongu, Mińsku, Kijowie i Tajpej.
Koncern zatrudniał w 2019 ok. 7500 osób i jest obok wielkiej czwórki jedną z największych firm audytorsko-doradczych na świecie.

## Usługi
ECOVIS świadczy usługi w zakresie: 
- doradztwa finansowego
- audytu
- konsultingu
- doradztwa prawnego
- doradztwa podatkowego
- doradztwa na rynku nieruchomości
- zarządzania ryzykiem

## Filie w Polsce
W Polsce pierwsza filia Ecovis świadcząca usługi konsultingowe i audytorskie powstała w 1995 roku w Warszawie pod nazwą ECOVIS System Rewident Sp. z o.o. Od 2002 roku do sieci Ecovis International dołączyła kancelaria prawna w Warszawie działającą pod nazwą ECOVIS Milczarek i Wspólnicy Kancelaria Prawna Sp. k. świadczącą usługi prawne przede wszystkim dla podmiotów gospodarczych.